# Conclave de 1503 (setembre)
El conclave papal celebrat el setembre de 1503 va triar com a papa Pius III per succeir al mort Alexandre VI. A causa de les guerres d'Itàlia, el Col·legi Cardenalici va ser envoltat per tres exèrcits potencialment hostils, un fidel a Lluís XII de França, un altre sota les ordres de Ferran II d'Aragó i l'últim dirigit pel cardenal Cèsar Borja (nebot d'Alexandre VI).
La participació de trenta-nou cardenals, feta possible pel retard en els funerals d'Alexandre VI, va fer que aquest fos el conclave més gran de la història, fins aquell moment, en termes del nombre d'electors. Hi va haver 21 cardenals italians, 11 espanyols i 7 francesos. Una convergència de factors va desfer anys de planificació per part de Lluís XII i el seu predecessor Carles VIII de França per promoure la candidatura de Georges d'Amboise. Després d'haver rebut menys vots del que s'esperava en la primera votació per la candidatura independent de Giuliano della Rovere i la pèrdua de control dels cardenals espanyols per Cèsar Borja, d'Amboise va donar el seu suport a Francesco Piccolomini, que va ser elegit Pius III, sobre la segona votació tot i rebre només quatre vots en la primera.

## Escrutini

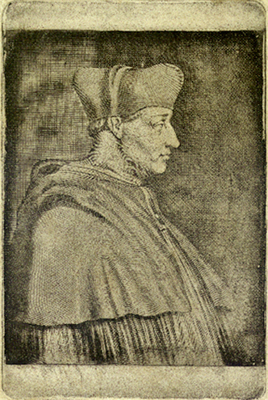
Georges d'Amboise candidat de Lluis XII

Francesco Piccolimini va ser triat en el segon escrutini. Segons l'escrit pel conclave de cardenals, no s'està d'acord sobre el nombre de vots rebuts pel papables número 3 en el primer escrutini. Baumgatner exposa que la més exacta seria de 15 vots a favor de della Rovere, 13 a d'Amboise, i 4 a Piccolomini. Això va ser una mala notícia per a d'Amboise, que sabia que molts dels seus partidaris es van comprometre a només votar per ell en el primer escrutini. Per tant, d'Amboise va donar el seu suport a Piccolomini.
La votació al matí el 22 agost 1503 va ser una mera formalitat. Tots els electors van votar Piccolomini, excepte ell mateix (va votar a favor d'Oliviero Carafa). El Papa va prendre el nom de Pius III, fent memòria del seu oncle el papa Pius II. El 30 de setembre, va ser ordenat sacerdot i consagrat bisbe i l'1 d'octubre a les mans del cardenal-bisbe d'Ostia, Giuliano della Rovere, el 8 d'octubre va ser coronat solemnement per Raffaele Riario.
L'elecció va ser rebuda amb entusiasme entre els romans. Piccolomini era considerat com un home just, i durant el papat d'Alexandre VI, va tenir el coratge de criticar la seva conducta. I va manifestar la seva voluntat de restaurar el prestigi del papat, que es trobava en l'oprobi per culpa pels seus predecessors.